# Шутное
Шутное (бел. Шутнае) — деревня в Липиничском сельсовете Буда-Кошелёвского района Гомельской области Белоруссии.

## География

### Расположение
В 17 км на северо-запад от Буда-Кошелёво, 65 км от Гомеля, 9 км от железнодорожной станции Салтановка (на линии Жлобин — Гомель).

### Гидрография
Река Липа (приток реки Сож).

## Транспортная сеть
Транспортные связи по просёлочной, затем автомобильной дороге Жлобин — Гомель. Планировка состоит из короткой прямолинейной меридиональной улицы. Застройка деревянными домами усадебного типа.

## История
Основана во второй половине XIX века переселенцами с соседних деревень. В 1909 году 371 десятин земли, в Староруднянской волости Рогачёвского уезда Могилёвской губернии. В 1916 году открыта земская школа, которая разместилась в наёмном крестьянском доме.
В 1925 году в Любавинском сельсовете Буда-Кошелёвского района Бобруйского округа. Большинство жителей составляли польские семьи. В 1930 году организован колхоз «Путь Ленина», работала кузница. На фронтах Великой Отечественной войны погибли 25 жителей деревни. В 1959 году в составе колхоза имени В. И. Ленина (центр — деревня Буда Люшевская).
До 16 декабря 2009 года в составе Буда-Люшевского сельсовета.

## Население

### Численность
- 2004 год — 10 хозяйств, 23 жителя.

### Динамика
- 1897 год — 9 дворов, 83 жителя (согласно переписи).
- 1909 год — 16 дворов, 101 житель.
- 1925 год — 23 двора.
- 1959 год — 107 жителей (согласно переписи).
- 2004 год — 10 хозяйств, 23 жителя.